# Чернишов Михайло Олександрович
Михайло Олександрович Чернишов (1904, місто Петергоф Санкт-Петербурзької губернії, тепер у складі Санкт-Петербургу, Російська Федерація — ?) — радянський діяч, голова Ульяновського облвиконкому. Депутат Верховної ради СРСР 2—3-го скликань (у 1949—1954 роках).

## Біографія
Закінчив сільськогосподарський технікум. Член РКП(б).
У 1919—1924 роках — на комсомольській роботі; відповідальний секретар Оханського повітового комітету РКСМ Пермської губернії.
З квітня 1924 до червня 1926 року — відповідальний секретар Кунгурського окружного комітету РЛКСМ.
Потім — на партійній роботі в Середньоволзькому краї, в апараті уповноваженого Комісії партійного контролю при ЦК ВКП(б) по Куйбишевській області. У 1937—1941 роках — в апараті Куйбишевського обласного комітету ВКП(б).
У 1941—1942 роках — секретар Куйбишевського обласного комітету ВКП(б) з кадрів. У липні 1942—1943 роках — завідувач організаційно-інструкторського відділу Куйбишевського обласного комітету ВКП(б). У березні 1943—1945 роках — секретар Куйбишевського обласного комітету ВКП(б) з кадрів.
У 1945—1946 роках — слухач Вищої школи партійних організаторів при ЦК ВКП(б).
У 1946 — березні 1948 року — секретар Куйбишевського обласного комітету ВКП(б) з кадрів.
5 січня 1949 — 28 травня 1952 року — голова виконавчого комітету Ульяновської обласної ради депутатів трудящих.
Подальша доля невідома.

## Нагороди
- ордени
- медалі